# Takeshi Kuwahara
Takeshi Kuwahara (født 10. maj 1985) er en tidligere japansk fodboldspiller.
Han har spillet for flere forskellige klubber i sin karriere, herunder Consadole Sapporo.